# Salacia multiflora
Salacia multiflora là một loài thực vật có hoa trong họ Dây gối. Loài này được (Lam.) DC. miêu tả khoa học đầu tiên năm 1824.